# Губернатор Еврейской автономной области
Губерна́тор Евре́йской автоно́мной о́бласти — высшее должностное лицо Еврейской автономной области, возглавляет правительство Еврейской автономной области.

## История
С момента образования в 1934 году Еврейской автономной области и до весны 1990 года ведущую роль в её руководстве занимал областной комитет КПСС (ВКП(б)). С 1988 по 1990 год первым секретарём Еврейского обкома КПСС был Борис Корсунский.
В 1990 году произошло резкое снижение влияния однопартийной системы в связи с отменой 14 марта 1990 года шестой статьи советской конституции, которая определяла «руководящую и направляющую роль» КПСС. Российские регионы фактически начали развиваться по модели «парламентской республики». Как результат, первым лицом в регионе стал председатель регионального совета. Большинство руководителей региональных партийных комитетов стремились избраться на пост председателя регионального совета и совмещать обе должности. Так вышло и в Еврейской автономной области — в апреле 1990 года Корсунского избрали председателем областного Совета народных депутатов с совмещением партийной и депутатской должности.
Осенью 1990 года власти РСФСР запретили совмещение постов партийного и советского руководителя региона. Чувствуя политическую конъюнктуру, многие первые секретари обкомов КПСС отказались от своих партийных постов и сосредоточились на советской работе. Так поступил и Корсунский — в сентябре 1990 года он ушёл с должности первого секретаря обкома КПСС в ЕАО, а в ноябре 1990 обком возглавил Анатолий Капеистов.
После Августовского путча Корсунский остался в должности председателя областного Совета народных депутатов. Тогда же, в августе 1991 года, указом президента России «О приостановлении деятельности Коммунистической партии РСФСР» работа обкома КПСС была прекращена. На начальном этапе постсоветской истории предполагалось, что выборность региональных руководителей будет вводиться во всех регионах. В августе 1991 года президент России Борис Ельцин обещал скорейшее проведение выборов. На переходный период, однако, был создан новый институт — назначаемого президентом главы региональной администрации (под администрацией понимается орган региональной исполнительной власти). В декабре 1991 года главой администрации Еврейской автономной области указом президента был назначен Николай Волков, начальник объединения «Биробиджан-агропромстрой» и депутат Еврейского областного совета.
В августе 1996 президент России Борис Ельцин указом разрешил проведение выборов главы администрации Еврейской автономной области 20 октября 1996 года. На этих выборах действующий губернатор Николай Волков, не имевший серьёзных конкурентов, набрал 70,09 % и был избран на следующие 4 года.

## Избрание и вступление в должность
Губернатор избирается жителями Еврейской автономной области на основе всеобщего равного и прямого избирательного права при тайном голосовании. Порядок избрания устанавливается федеральным законом и Уставом Еврейской автономной области.
В 1991 губернатор был назначен президентом России. Выборы проводились в 1996, 2000 годах. В 2005 и 2010 годах губернатор был выбран президентом России и утверждён в должности областной думой. В сентябре 2015 года в единый день голосования состоялись первые после 15-летнего перерыва прямые выборы губернатора.

## Список губернаторов
| № | Руководитель                           | Руководитель    | Способ получения должности | Срок полномочий                                                                                        | Партийность | Партийность     |
| - | -------------------------------------- | --------------- | --- | --- | ----------- | --------------- |
| 1 | Николай Михайлович Волков (1951–)      |                 | Указ президента РСФСР Ельцина Б. Н. от 14.12.1991 г., № 281 о назначении выборы 20 октября 1996 (70,09 %) выборы 26 марта 2000 (56,76 %) 25 февраля 2005 наделён полномочиями депутатами Законодательного Собрания Еврейской автономной области по представлению президента Российской Федерации Владимира Путина («За» проголосовали 13 из 16 присутствующих на собрании депутатов, «против» — 3) | 14 декабря 1991 — 24 февраля 2010 (до марта 2000 как глава администрации Еврейской автономной области) |             | «НДР»           |
| 1 | Николай Михайлович Волков (1951–)      | «Единая Россия» | Указ президента РСФСР Ельцина Б. Н. от 14.12.1991 г., № 281 о назначении выборы 20 октября 1996 (70,09 %) выборы 26 марта 2000 (56,76 %) 25 февраля 2005 наделён полномочиями депутатами Законодательного Собрания Еврейской автономной области по представлению президента Российской Федерации Владимира Путина («За» проголосовали 13 из 16 присутствующих на собрании депутатов, «против» — 3) | 14 декабря 1991 — 24 февраля 2010 (до марта 2000 как глава администрации Еврейской автономной области) |             |                 |
| 2 | Александр Аронович Винников (1955–)    |                 | 17 февраля 2010 наделён полномочиями Законодательным Собранием ЕАО по представлению президента РФ Дмитрия Медведева | 25 февраля 2010 — 24 февраля 2015                                                                      |             | «Единая Россия» |
| 3 | Александр Борисович Левинталь (1957–)  |                 | назначение президентом РФ Владимиром Путиным 24 февраля 2015 года, выборы губернатора ЕАО 13 сентября 2015 (74,42 %) | 22 сентября 2015 — 12 декабря 2019 (врио 24 февраля — 22 сентября 2015)                                |             | «Единая Россия» |
| 4 | Ростислав Эрнстович Гольдштейн (1969–) |                 | назначение президентом РФ Владимиром Путиным 12 декабря 2019 года, выборы губернатора ЕАО 13 сентября 2020 (82,5 %) | 22 сентября 2020 — 5 ноября 2024 (врио 12 декабря 2019 — 22 сентября 2020)                             |             | «Единая Россия» |
| — | Мария Фёдоровна Костюк (1977–)         |                 | назначение президентом РФ Владимиром Путиным 5 ноября 2024 года | 5 ноября 2024 — н. в. (врио)                                                                           |             | «Единая Россия» |